# La Haye-Saint-Sylvestre
Pour les articles homonymes, voir Haye.
La Haye-Saint-Sylvestre est une commune française située dans le département de l'Eure en région Normandie.

## Géographie

### Localisation
| Saint-Pierre-de-Cernières | Mesnil-en-Ouche (comm. dél. de Saint-Pierre-du-Mesnil et de Gisay-la-Coudre) | Mesnil-en-Ouche (comm. dél. de La Barre-en-Ouche) |
| Mélicourt                 | La Haye-Saint-Sylvestre                                                      | Bois-Anzeray                                      |
| Notre-Dame-du-Hamel       | Mesnil-Rousset, La Ferté-en-Ouche (comm. dél. de Couvains) (Orne)            | Chambord                                          |

### Hydrographie
La commune est située dans le bassin Seine-Normandie. Elle est drainée par le Vernet, le fossé 01 de la commune de Gisay-la-Coudre, le fossé 01 de la commune de Saint-Pierre-du-Mesnil, le fossé 02 de la commune de Gisay-la-Coudre, le fossé 02 de la commune de la Haye-Saint-Sylvestre, le fossé 02 de la commune de Saint-Pierre-du-Mesnil, le fossé 03 de la commune de la Haye-Saint-Sylvestre, le fossé 04 de la commune de la Haye-Saint-Sylvestre et le fossé 04 de la commune de Saint-Pierre-du-Mesnil,,.
Le Vernet, d'une longueur de 27 km, prend sa source dans la commune de La Ferté-en-Ouche et se jette  dans la Risle à La Vieille-Lyre, après avoir traversé huit communes.

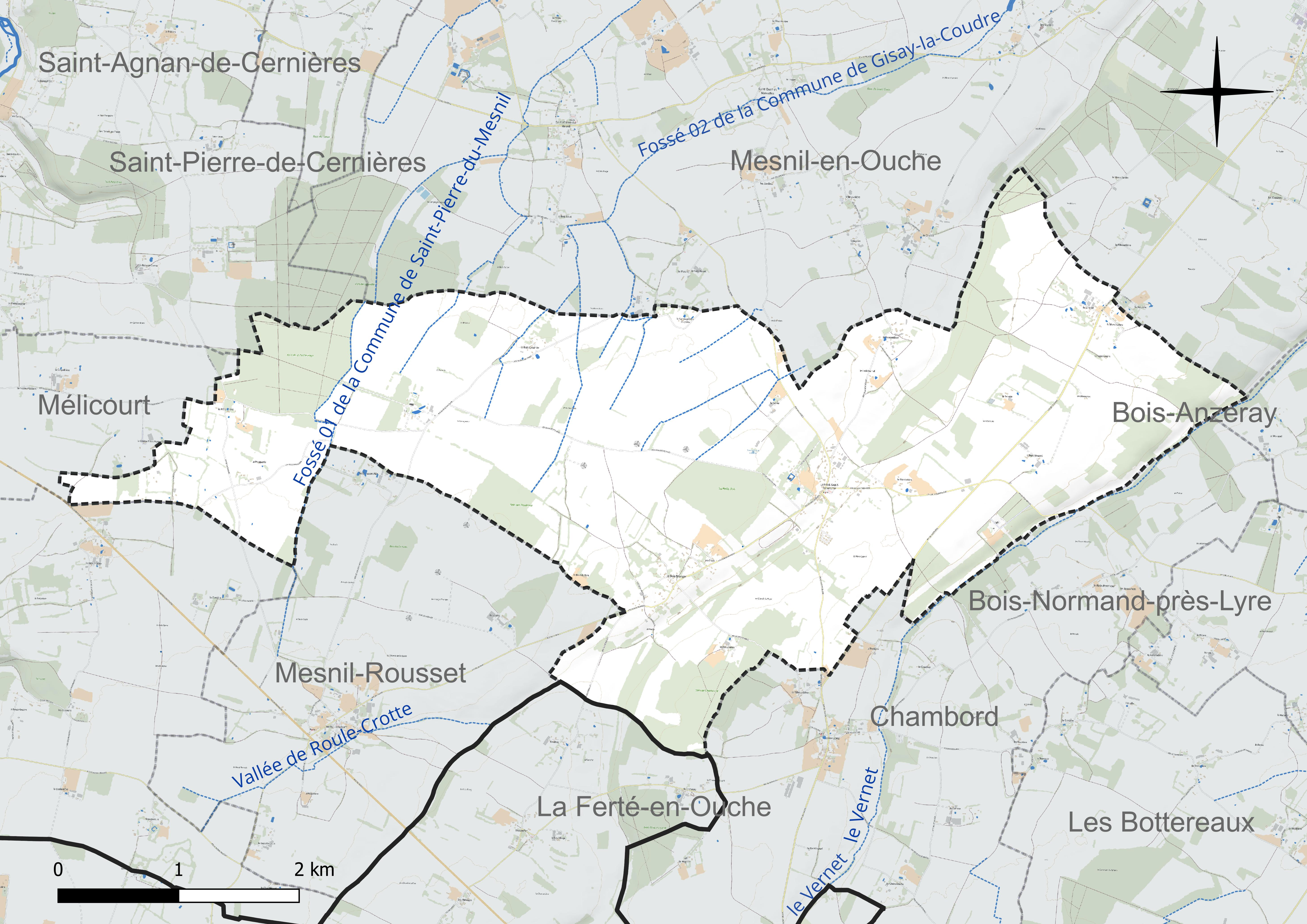
Réseau hydrographique de la Haye-Saint-Sylvestre.

### Climat
Pour des articles plus généraux, voir Climat de la Normandie et Climat de l'Eure.
En 2010, le climat de la commune est de type climat océanique dégradé des plaines du Centre et du Nord, selon une étude du CNRS s'appuyant sur une série de données couvrant la période 1971-2000. En 2020, Météo-France publie une typologie des climats de la France métropolitaine dans laquelle la commune est exposée à un climat océanique et est dans une zone de transition entre les régions climatiques « Côtes de la Manche orientale » et « Normandie (Cotentin, Orne) ». Parallèlement le GIEC normand, un groupe régional d’experts sur le climat, différencie quant à lui, dans une étude de 2020, trois grands types de climats pour la région Normandie, nuancés à une échelle plus fine par les facteurs géographiques locaux. La commune est, selon ce zonage, exposée à un « climat des plateaux abrités », correspondant aux plaines agricoles de l’Eure, avec une pluviométrie beaucoup plus faible que dans la plaine de Caen en raison du double effet d’abri provoqué par les collines du Bocage normand et par celles qui s’étendent sur un axe du Pays d'Auge au Perche.
Pour la période 1971-2000, la température annuelle moyenne est de 10 °C, avec  une amplitude thermique annuelle de 13,6 °C. Le cumul annuel moyen de précipitations est de 788 mm, avec 12,5 jours de précipitations en janvier et 8,5 jours en juillet. Pour la période 1991-2020, la température moyenne annuelle observée sur la station météorologique la plus proche, située sur la commune des Bottereaux à 6 km à vol d'oiseau, est de 10,8 °C et le cumul annuel moyen de précipitations est de 736,5 mm,. Pour l'avenir, les paramètres climatiques de la commune estimés pour 2050 selon différents scénarios d’émission de gaz à effet de serre sont consultables sur un site dédié publié par Météo-France en novembre 2022.

## Urbanisme

### Typologie
Au 1er janvier 2024, La Haye-Saint-Sylvestre est catégorisée commune rurale à habitat très dispersé, selon la nouvelle grille communale de densité à 7 niveaux définie par l'Insee en 2022.
Elle est située hors unité urbaine et hors attraction des villes,.

### Occupation des sols
L'occupation des sols de la commune, telle qu'elle ressort de la base de données européenne d’occupation biophysique des sols Corine Land Cover (CLC), est marquée par l'importance des territoires agricoles (81,5 % en 2018), une proportion identique à celle de 1990 (81,5 %). La répartition détaillée en 2018 est la suivante : 
terres arables (60,1 %), forêts (18,5 %), prairies (15 %), zones agricoles hétérogènes (6,3 %). L'évolution de l’occupation des sols de la commune et de ses infrastructures peut être observée sur les différentes représentations cartographiques du territoire : la carte de Cassini (XVIIIe siècle), la carte d'état-major (1820-1866) et les cartes ou photos aériennes de l'IGN pour la période actuelle (1950 à aujourd'hui).

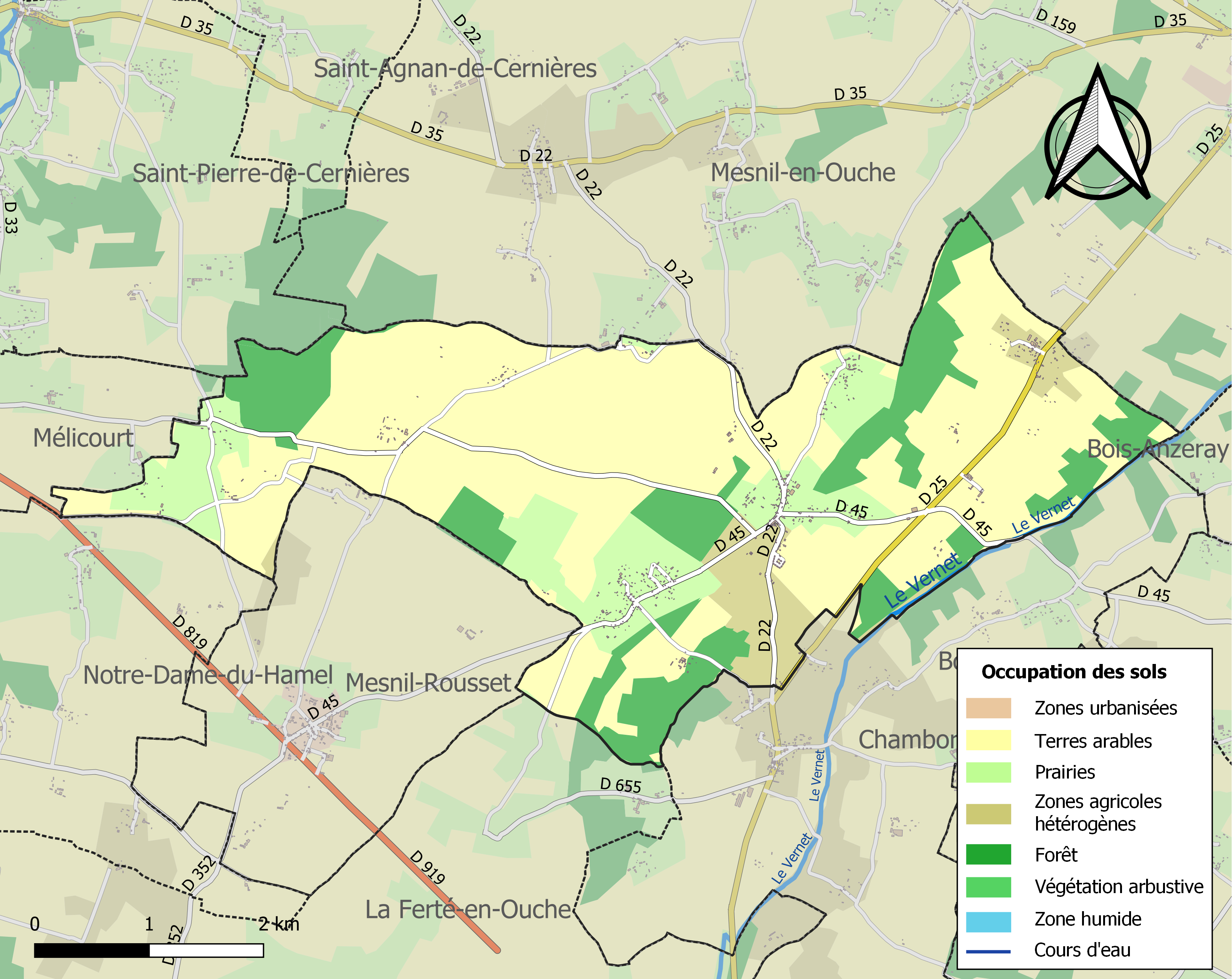
Carte des infrastructures et de l'occupation des sols de la commune en 2018 (CLC).

## Toponymie
Le nom de la localité est attesté sous les formes Haia Silvestris vers 1195 (charte de Garin, évêque d’Évreux), S. Silvester de Haya et Haia Sancti Silvestris en 1241 (cartulaire de Lyre), La Haye Saint Sevestre en 1419 (dénomb. de la vic. de Conches), Lahaye en 1793, La Haye en 1801.
L'appellatif haye > haie a servi à former nombre de toponymes dans la région à l'époque médiévale. On le retrouve notamment  dans la Haye-de-Calleville.
Le mot haie (jadis haye), d'origine germanique, pouvait prendre le sens de « lisière de forêt » au Moyen Âge.
Saint-Sylvestre est un hagiotoponyme, l'église est dédiée à Saint Sylvestre.

## Histoire
En 1844, la commune de Bois-Nouvel est absorbée par la commune.

## Politique et administration
| Période                                  | Période  | Identité             | Étiquette | Qualité |
| ---------------------------------------- | -------- | -------------------- | --------- | ------- |
| mars 2011                                |          | François Courvoisier |           |         |
| mars 2014                                | 2015     | Gilles Hebert        |           |         |
| 2015                                     | En cours | Hélène Biquet        |           |         |
| Les données manquantes sont à compléter. |          |                      |           |         |

## Démographie
L'évolution du nombre d'habitants est connue à travers les recensements de la population effectués dans la commune depuis 1793. Pour les communes de moins de 10 000 habitants, une enquête de recensement portant sur toute la population est réalisée tous les cinq ans, les populations de référence des années intermédiaires étant quant à elles estimées par interpolation ou extrapolation. Pour la commune, le premier recensement exhaustif entrant dans le cadre du nouveau dispositif a été réalisé en 2004.

En 2022, la commune comptait 293 habitants, en évolution de +5,78 % par rapport à 2016 (Eure : −0,25 %, France hors Mayotte : +2,11 %).
| 1793 | 1800 | 1806 | 1821 | 1831 | 1836 | 1841 | 1846 | 1851 |
| ---- | ---- | ---- | ---- | ---- | ---- | ---- | ---- | ---- |
| 315  | 497  | 519  | 550  | 542  | 520  | 483  | 606  | 586  |

| 1856 | 1861 | 1866 | 1872 | 1876 | 1881 | 1886 | 1891 | 1896 |
| ---- | ---- | ---- | ---- | ---- | ---- | ---- | ---- | ---- |
| 549  | 521  | 504  | 458  | 446  | 404  | 385  | 399  | 372  |

| 1901 | 1906 | 1911 | 1921 | 1926 | 1931 | 1936 | 1946 | 1954 |
| ---- | ---- | ---- | ---- | ---- | ---- | ---- | ---- | ---- |
| 363  | 365  | 327  | 282  | 327  | 348  | 552  | 333  | 340  |

| 1962 | 1968 | 1975 | 1982 | 1990 | 1999 | 2004 | 2006 | 2009 |
| ---- | ---- | ---- | ---- | ---- | ---- | ---- | ---- | ---- |
| 354  | 269  | 281  | 264  | 243  | 231  | 213  | 206  | 247  |

| 2014 | 2019 | 2022 | - | - | - | - | - | - |
| ---- | ---- | ---- | - | - | - | - | - | - |
| 279  | 281  | 293  | - | - | - | - | - | - |

## Culture locale et patrimoine

### Lieux et monuments
- Église Saint-Laurent
- Église Saint-Sylvestre
- Église Notre-Dame de Bois-Nouvel
- Château de la Grande Haye
- Château de la Petite Haye

### Héraldique
|  | Les armoiries de La Haye-Saint-Sylvestre se blasonnent ainsi : Parti: au 1er d'azur au chêne d'or, au 2e d'argent à la croix papale de sinople; le tout sommé d'un chef de gueules chargé d'un léopard d'or armé et lampassé d'azur. Création Jean-François Binon. Adopté le 23 février 2015. Le léopard d'or sur champ de gueules rappelle les armes de la Normandie. |

## Personnalités liées à la commune
- Le baron Henri Poisson a habité le château de la Grande Haye, puis sa fille Berthe, mariée à Paul Saguez de Breuvery (fils de Jules-Xavier Saguez de Breuvery). Ils exploitaient la source Cristal-Château sise dans la propriété.

- Antoine-Charles Achard, marquis de la Haye, né le 30 novembre 1737, au château de La Haye.